# Harpactea hombergi
Harpactea hombergi este o specie de păianjeni din genul Harpactea, familia Dysderidae. A fost descrisă pentru prima dată de Scopoli, 1763. Conform Catalogue of Life specia Harpactea hombergi nu are subspecii cunoscute.